# Here Today (The Beach Boys)
Here Today è un brano musicale del gruppo pop rock statunitense The Beach Boys, pubblicato nel loro album del 1966 intitolato Pet Sounds. È la decima traccia sul disco. Successivamente il brano venne anche pubblicato su singolo nel 1967 come B-side del 45 giri Darlin'.

## Il brano
La canzone venne composta e prodotta da Brian Wilson per quanto riguarda la musica, e da Tony Asher per le liriche che trattano di un'amara riflessione sull'amore che "è qui oggi e se ne è andato domani" («here today and gone tomorrow»). La parte vocale solista è affidata a Mike Love anche se esistono parecchie versioni alternative con Brian Wilson al canto.
Here Today fu l'ultimo brano registrato per l'inclusione in Pet Sounds. La traccia strumentale venne incisa l'11 marzo 1966 con il titolo ironico I Don't Have a Title Yet ("Non ho ancora un titolo").

### Intermezzo strumentale
Bruce Johnston affermò che il raffinato break strumentale orchestrale presente a metà di Here Today, venne influenzato da compositori del periodo barocco come J. S. Bach. Johnston raccontò inoltre che "Brian gli disse chiaramente che si era ispirato a Bach". Durante il break strumentale è possibile udire in sottofondo (solo nella versione in mono) uno stralcio di discorso in studio tra Bruce Johnston e un fotografo circa delle macchine fotografiche.

## Cover e commenti
Nel 1998, il brano è stato reinterpretato da Thurston Moore dei Sonic Youth nell'album tributo ai Beach Boys intitolato Smiling Pets, che venne pubblicato esclusivamente in Giappone. Altri artisti che hanno reinterpretato il brano sono Mathilde Santing, The Reels, Lighting Seeds, Bobby Vee, The Factotums, e il Robb Storme Group. Recentemente la canzone è stata ri-registrata da Brian Wilson e la sua band nell'album live del 2002 Pet Sounds Live. Il giornalista Stephen Davis, nella sua recensione di Pet Sounds, affermò che Here Today è un brano atipico nell'insieme poiché "ritrae un pessimismo e un disincanto in netto contrasto con il precedente ottimismo dei brani sull'album".

## Formazione
- Mike Love: - voce solista
- Al Jardine: - voce
- Bruce Johnston: - voce
- Brian Wilson: - voce
- Carl Wilson: - voce
- Dennis Wilson: - voce
- Nick Martinis: - batteria
- Frank Capp: - percussioni
- Terry Melcher: - tamburello
- Lyle Ritz: - contrabbasso
- Carol Kaye: - basso
- Al Casey: - chitarra
- Mike Deasy: - chitarra
- Don Randi: - pianoforte
- Larry Knechtel: - organo Hammond[6]
- Jay Migliori: - sax baritono
- Jack Nimitz: - sax baritono
- Gail Martin: - trombone
- Ernie Tack: - trombone